# Басовище
Басо́вище (біл. Басовішча, пол. Basowiszcza) — щорічний фестиваль білоруської альтернативної та рок-музики, що проходив у 1990-2019 роках у липні в містечку Городку неподалік від Білостоку (Польща).

## Про фестиваль
Організатором фестивалю є Білоруське об'єднання студентів у Польщі (біл. Беларускае аб’яднаньне студэнтаў (БАС)), від абревіатури якого й пішла назва фестивалю.
Більшість учасників фестивалю є білоруськими, втім постійними учасниками є також кілька польських гуртів. В останні роки участь у фестивалі брали також литовські (IR, Mountainside), українські (Тінь Сонця, ...и Друг Мой Грузовик) та італійські (Orchestra Arturo Piazza) гурти. Щорічно на фестиваль приїжджає від п'яти до дванадцяти тисяч чоловік.

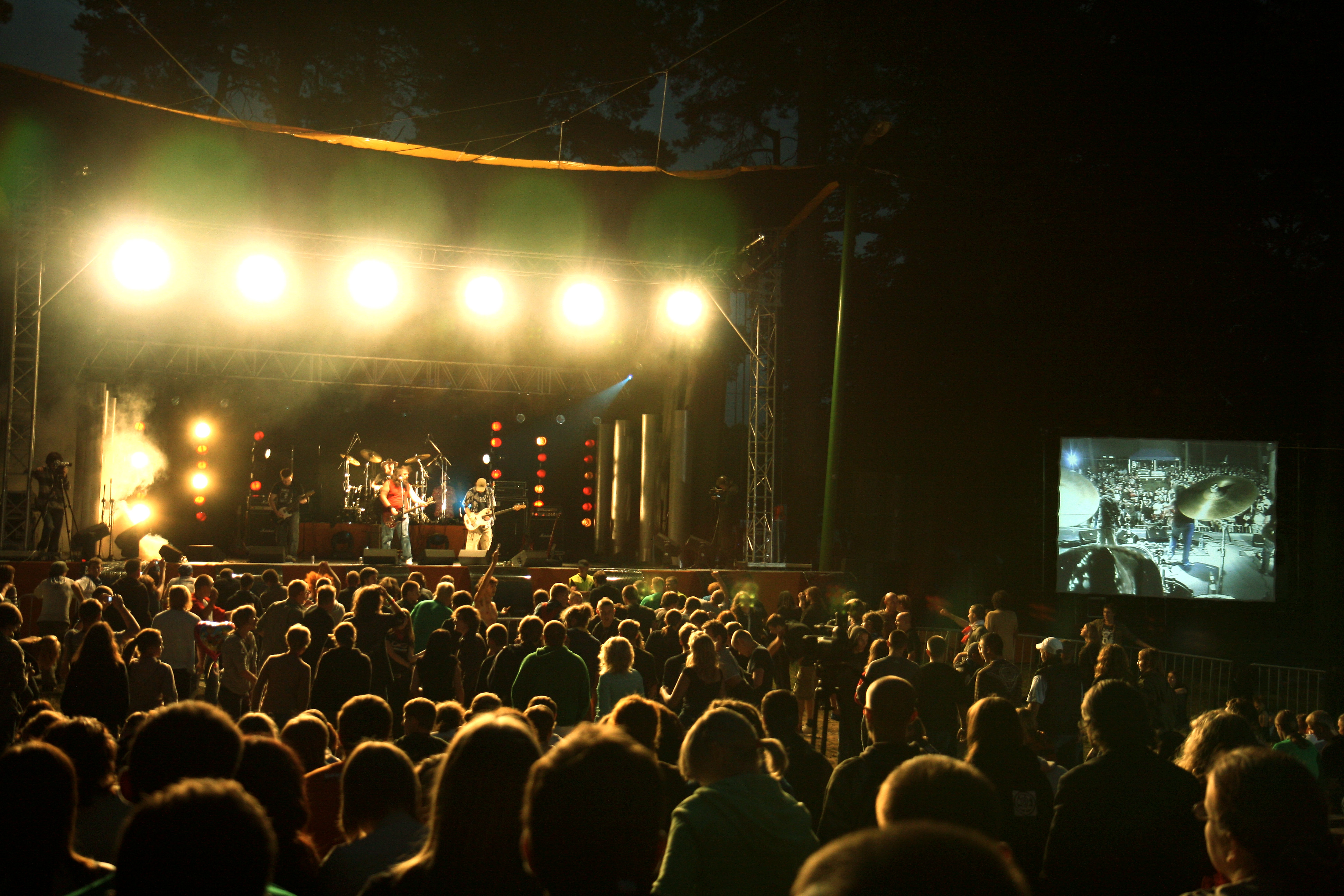
Басовище 2008

З 1992 року до фестивалю входить конкурс молодих виконавців, за перемогу в якому молоді гурти отримують призи: фінансова винагорода або час запису в студії.
Свого часу перемогу здобули гурти R.F.Braha (1997); КальЯн (1998); Znich, Deviation, Exist, Алесюкі (1999); Сонца Мао, PostScriptum, Zet,  RIMA (2000); Impatt, Бан-Жвірба, Праект 2001, ZERO-85 (2001); Partyzone, BN, STOD (2002); Triquetra, Сьцяна, IQ48, Indiga (2003); Таксі, Сонцаварот, Tarpach, N.R.M. (2004); 5set5, Зьмяя, Tav.Mauzer, Imprudence (2005); Parason, S.D.M., Vodar Susviet, Людзі Сьвятла, Nevma (2006); Фляўс і Кляйн, SOK, Unia (2007); TLUSTA LUSTA, Spita/\ь F, Глюкі (2008) та інші. 2009 року від конкурсу молодих виконавців відмовилися. Заступниця голови БОСу Кася Кузьміч пояснила це так: «Гурти, що перемогли в конкурсі останнім часом, по-справжньому так і не довели свою вартість. Тому нема сенсу проводити конкурс і роздавати винагороди, якщо маємо такий рівень».

## Заборони
У 2006 році організаторам було заборонено проводити концерти «біл. Адборышча» (відбірковий тур на «Басовище-2006») у Мінську.

## Учасники
- Список учасників Басовища[be-x-old]